# Prisoner of Ice
Prisoner of Ice ist ein im Jahr 1995 für MS-DOS veröffentlichtes Grafikadventure von Infogrames, das auf H. P. Lovecrafts Call-of-Cthulhu-Mythos basiert.

## Handlung
Januar 1937. Der junge Leutnant Ryan befindet sich an Bord des britischen U-Boots H.M.S Victoria, mit dem Auftrag, zwei zuvor von den Nazis sichergestellte Kisten abzuliefern. Auf dem Weg zum Zielort wird das U-Boot von einem deutschen Zerstörer angegriffen. Ein Brand, welcher durch den Angriff an Bord entfacht wurde, schließt eine der Kisten ein und taut damit ein zuvor eingefrorenes Wesen auf, welches die Besatzungsmitglieder angreift. Ryan gelingt es, das Wesen einzuschließen und einen Notruf auszusenden. Wieder auf dem Festland, macht sich der Protagonist auf, herauszufinden, was die Nazis und das Wesen für Verbindungen haben. Dabei führt ihn sein Weg auf die Falklandinseln, nach Buenos Aires, Deutschland und letztendlich in die aus den Romanen bekannte Stadt Innsmouth (hier Illsmouth).

## Spielprinzip und Technik
Prisoner of Ice ist ein Point-and-Click-Adventure. Aus Sprites zusammengesetzte Figuren agieren vor handgezeichneten, teilanimierten Kulissen. Die Sprites wurden dabei anhand von im Motion-Capturing-Verfahren abgefilmten Darstellern erstellt, so dass die Bewegungen trotz einer eher geringen Anzahl von Animationsschritten lebensecht wirken. Mit der Maus kann der Spieler seine Spielfigur durch die Örtlichkeiten bewegen und mit den Maustasten Aktionen einleiten, die den Spielcharakter mit seiner Umwelt interagieren lassen. Leutnant Ryan kann so Gegenstände finden und sie auf die Umgebung oder andere Gegenstände anwenden sowie mit NPCs kommunizieren. Mit fortschreitendem Handlungsverlauf werden weitere Orte freigeschaltet.

## Produktionsnotizen
Prisoner of Ice ist der Nachfolger des 1993 erschienenen, ebenfalls von Infogrames veröffentlichten Adventures Shadow of the Comet. Das Spiel kann in Zwei Auflösungen (320 × 200 und 640 × 480) gespielt werden. Ausschließlich im japanischen Sprachraum erschienen im Jahr 1997 Umsetzungen für PlayStation sowie für Sega Saturn. 1998 erfolgte ein Re-Release für Microsoft Windows. 2015 wurde eine auf modernen Betriebssystemen lauffähige Version des Spiels über die Vertriebsplattformen Steam und GOG veröffentlicht.

## Rezeption
Die Power Play befand, Prisoner of Ice sei „technisch auf der Höhe der Zeit“, und lobte Grafik und Animationen sowie den „teils genialen“ Soundtrack. Das Magazin kritisierte die klischeehafte Story, teils unlogische Rätsel sowie das wenig komplexe Gameplay. Das Fachmagazin Adventure Corner hob in einer Retrospektive hervor, dass die Kritikpunkte am Vorgänger Shadow of the Comet weitgehend umgesetzt worden seien. Das Magazin lobte Plot, Atmosphäre und Vertonung des Spiels und kritisierte eine relativ kurze Spielzeit sowie anspruchslose Rätsel.